# Edward Troughton
Edward Troughton (født oktober 1753 i Corney, død 12. juni 1835 i London) var en engelsk instrumentmager.
Troughton kom 1771 i mekanikerlære hos sin ældre broder John i London, gik 1782 i kompagni med ham og fortsatte forretningen efter dennes død, først 
alene, fra 1826 sammen med William Simms (1793—1860). Troughton har forfærdiget et stort antal geodætiske og astronomiske instrumenter, hvilke alle udmærkede sig ved en sjælden omhyggelig udførelse og for fleres vedkommende var forarbejdede efter hans egen opfindelse. Ikke alene forsynede han de engelske observatorier med deres hovedinstrumenter, men så godt som ethvert observatorium, der blev grundet i de første decennier af 19. århundrede, har fået sine bedste instrumenter fra Troughtons verdensberømte værksted. Af hans publikationer må nævnes: An account of a method of dividing astronomical and other instruments by ocular inspection (London 1809), der blev belønnet med Copleymedaljen af Royal Society. I 1810 blev han Fellow of the Royal Society. I 1830 modtog Troughton en guldmedalje fra kongen af Danmark.